# Liste der Produkte der Google LLC

Logo der Google LLC

Die Google LLC, ein Tochterunternehmen der Alphabet Inc., bietet diverse Dienstleistungen an. Nach eigenen Angaben werden diese über den Verkauf von Werbeflächen im World Wide Web auf eigenen und angemieteten Flächen finanziert. Bei den Diensten handelt es sich unter anderem um die Suche in verschiedenen Datenquellen, um Lösungen zur Organisation der eigenen Daten sowie um Hard- und Software-Produkte. Häufig werden neue Einzeldienste ins Angebot aufgenommen, manchmal als Resultat von Unternehmenseinkäufen. Seit 2006 wurden allerdings einige weniger erfolgreiche Dienste eingestellt.
Viele der webbasierten Produkte sind auch als mobile Version und über eine verschlüsselte Verbindung verfügbar, einige werden über Smartphone-Apps oder Browser-Erweiterungen angeboten. Bei den meisten Produkten können die Inhalte durch die Nutzung eines persönlichen Google-Kontos individuell angepasst werden, bei anderen Diensten wie Mail oder Docs ist die Registrierung unumgänglich. Die folgende Übersicht listet die meisten Dienste auf.

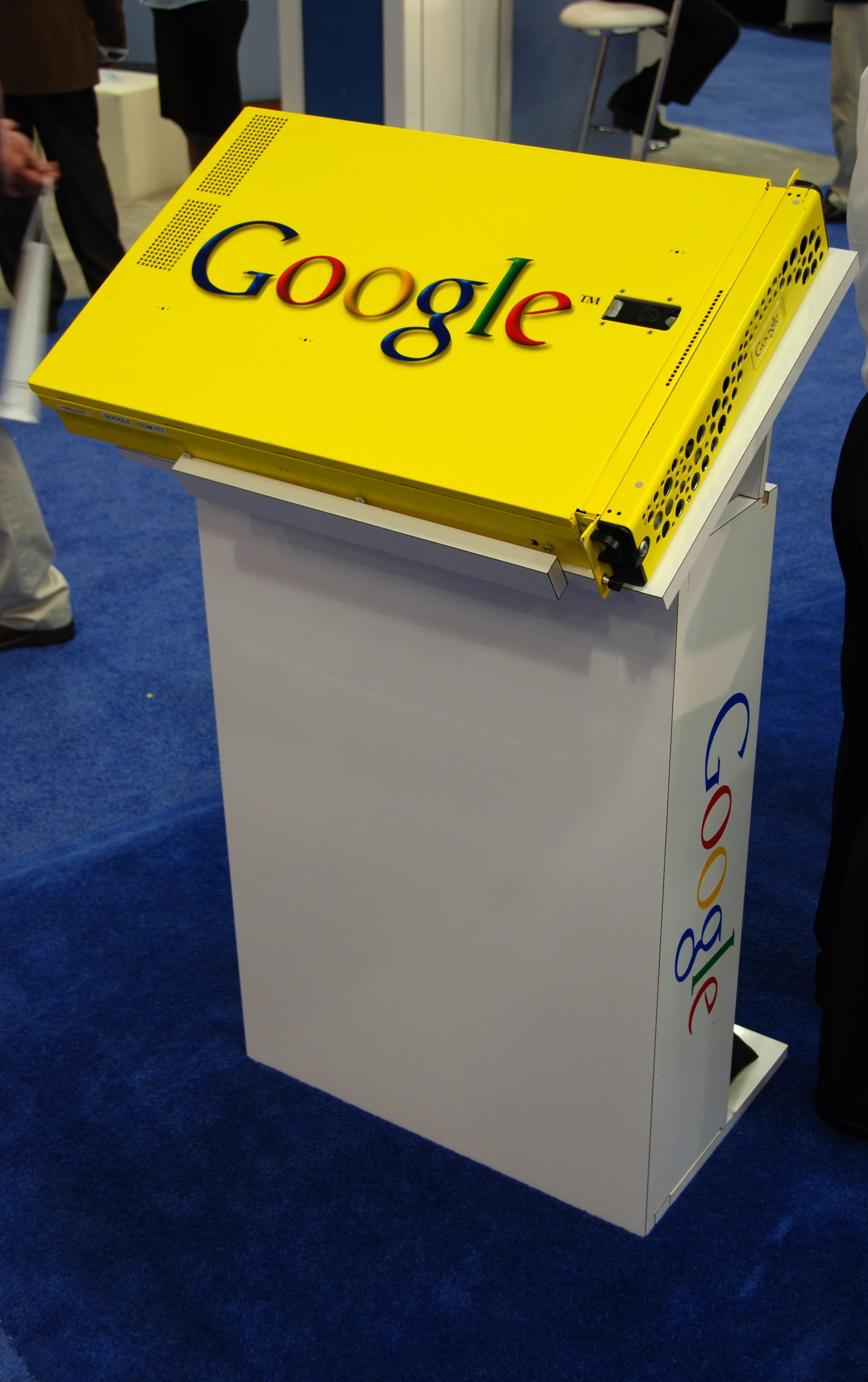
Die Search Appliance auf der RSA Conference 2008 in San Francisco

## Web-basierte Produkte

### Suchwerkzeuge
- Google Suche – Suchmaschine und Googles Kernprodukt.
- Google Alerts – E-Mail-Benachrichtigungsdienst, der Benachrichtigungen basierend auf ausgewählten Suchbegriffen sendet, wenn er neue Ergebnisse findet.
- Google Assistant – persönliche Assistenzanwendung von Google.
- Google Bilder – Suchmaschine für Bilder.
- Google Books – Suchmaschine und digitale Sammlung für Bücher
- Google Dataset Search – Suchmaschine für Datensätze in Datenspeichern und auf Webseiten lokaler und nationaler Behörden.
- Google Flüge – Suchmaschine für Flugtickets.
- Google Lens – Bilderkennung
- Google Shopping – Suchmaschine zur Suche nach Produkten in Online-Shops.
- Google Travel – Reiseplaner-Service.
- Google Videos – Suchmaschine für Videos.

### Gruppierungen von Artikeln, kreativen Arbeiten, Dokumenten oder Medien
- Google Arts & Culture – Online-Plattform zum Betrachten von Kunstwerken
- Google Finanzen – durchsuchbare US-Wirtschaftsnachrichten, Meinungen und Finanzdaten.
- Google News – automatisierter Nachrichtenzusammenstellungsdienst und Suchmaschine für Nachrichten in mehr als 20 Sprachen.
- Google Patents – Suchmaschine zum Durchsuchen von Millionen von Patenten.
- Google Scholar – Suchmaschine für wissenschaftliche Literatur in einer Reihe von Veröffentlichungsformaten und wissenschaftlichen Bereichen.
- Google TV (ehemals Google Play Filme und Serien)
- YouTube – Video-Hosting-Website (sowie YouTube Kids)
- YouTube Music – Musikstreamingdienst und Podcast-Anwendung

### Werbedienstleistungen
- Google Ads – Online-Werbeplattform.
- AdMob – ein mobiles Werbenetzwerk.
- Google AdSense – ein kontextbezogenes Werbeprogramm für Web-Publisher, das textbasierte Werbung liefert.
- Google Ad Manager – eine Werbeaustauschplattform.
- Google Marketing Platform – eine Online-Werbe- und Analyseplattform.

### Kommunikations- und Veröffentlichungstools
- Blogger – Weblog-Publishing-Tool.
- FeedBurner – Tool in Newsfeed-Verwaltungsdiensten, einschließlich Feed-Traffic-Analyse und Werbeeinrichtungen.
- Google Chat – Instant-Messaging-Software mit der Fähigkeit.
- Google Collections – Sammlungs-App.
- Google Classroom – Inhaltsverwaltungssystem für Schulen, das bei der Verteilung und Benotung von Aufgaben und der Bereitstellung von Kommunikation im Unterricht hilft.
- Google Fonts – Webfont-Hosting-Service.
- Google Groups – Online-Diskussionsdienst, der auch Zugang zum Usenet bietet.
- Google Messages – SMS- und Instant-Messaging-Anwendung
- Google Meet – Videokonferenzplattform.
  - (ehemals zwei Anwendungen; nun in Meet integriert) Google Duo – eine mobile Video-Chat-App.
- Google Voice – VoIP-System, das eine Telefonnummer bereitstellt, die an tatsächliche Telefonleitungen weitergeleitet werden kann.

### Produktivitätswerkzeuge
- Gboard – Bildschirmtastatur
- Gmail – E-Mail-Dienst.
- Google-Konto – steuert Einstellungen des Benutzers sowie die Präsentation auf Google-Produkten.
- Google Kalender – Online-Kalender mit Gmail-Integration.
- Google Charts – interaktive, webbasierte Diagrammbildgenerierung aus vom Benutzer bereitgestelltem JavaScript.
- Google Domains – Domain-Registrierungsdienst mit Website-Publishing-Partnern.
- Google Docs Editors – eine Online-Office-Suite mit Funktionen zur Zusammenarbeit und Veröffentlichung von Dokumenten.
  - Google Docs – Dokument-Bearbeitungssoftware.
  - Google Tabellen – Tabellenkalkulation-Bearbeitungssoftware.
  - Google Slides – Präsentation-Bearbeitungssoftware.
  - Google Zeichnungen – Diagramm-Programmierung.
  - Google Forms – Umfrage-Software.
  - Google Sites – Webseite-Erstellungs- und Veröffentlichungstool.
  - Google Notizen – Notizen-Dienst.
- Google Drive – ein Datei-Hosting-Dienst mit Synchronisation-Option; eng mit Google Docs Editors integriert.
- Google Jamboard – ein online interaktives Whiteboard, das Brainstorming und Zusammenarbeit zwischen Teams ermöglicht.
- Google Translate – ein Dienst, der die maschinelle Übersetzung beliebiger Texte oder Webseiten zwischen Sprachpaaren ermöglicht.
- Snapseed – Fotobearbeitung
- Google TasksBoard – Aufgabenmanagement

### Kartenbezogene Produkte
- Google Maps – Kartendienst, der Straßen indiziert und Satelliten- und Straßenbilder anzeigt, Wegbeschreibungen und lokale Unternehmenssuche bereitstellt.
  - Google Maps Go – leichtgewichtigere Version von Google Maps.
- Google My Maps – ein auf Google Maps basierendes Tool zur Erstellung sozialer benutzerdefinierter Karten.
- Google Maps Gallery – Sammlung von Daten und historischen Karten.
- Google Mars – Bilder von Mars unter Verwendung der Google Maps-Oberfläche. Höhe, sichtbare Bilder und Infrarotbilder können angezeigt werden.
- Google Moon – NASA-Bilder des Mond über die Google Maps-Oberfläche.
- Google Street View – bietet interaktive Panoramen von Positionen entlang vieler Straßen in der Welt.
- Google Sky – Ermöglicht das Betrachten von Planeten, Sterne und Galaxien.
- Google Santa Tracker – simuliert die Verfolgung von Santa Claus an Heiligabend.
- Google Earth – virtueller 3D-Globus, der Satellitenbilder, Luftaufnahmen und GIS aus den Datenspeichern von Google verwendet.

### Statistische Werkzeuge
- Google Analytics – Traffic-Statistik-Generator für definierte Websites mit Google Ads-Integration. Webmaster können Anzeigenkampagnen basierend auf den Statistiken optimieren.
- Google Ngram Viewer – stellt Jahr für Jahr Häufigkeiten beliebiger Sätze von durch Kommas getrennten Zeichenfolgen in den Textkorpora von Google dar.
- Postmaster Tools – Online-Tool für Versender von E-Mails, dass Daten von Gmail zur Spam-Rate, IP-Reputation und Domain-Reputation zur Verfügung stellt.
- Google Public Data Explorer – öffentliche Daten und Prognosen von internationalen Organisationen und akademischen Institutionen (darunter die Weltbank, OECD, Eurostat und die University of Denver).
- TensorFlow – Dienst für maschinelles Lernen, der das Entwerfen neuronaler Netze auf einfachere und sichtbarere Weise vereinfacht.
- Google Trends – Grafikanwendung für Websuchstatistiken, die die Beliebtheit bestimmter Suchbegriffe im Laufe der Zeit anzeigt.
- Google-Aktivitätsbericht – monatlicher Bericht mit Statistiken über die Google-Nutzung eines Nutzers, z. B. Anmeldung, Änderungen bei der Authentifizierung durch Drittanbieter, Gmail-Nutzung, Kalender, Suchverlauf und YouTube.
- Looker Studio – Online-Tool zum Konvertieren von Daten in anpassbare informative Berichte und Dashboards.

### Geschäftsorientierte Produkte
- Google Workspace – eine Suite von Webanwendungen für Unternehmen, Bildungsanbieter und gemeinnützige Organisationen, die anpassbare Versionen mehrerer Google-Produkte enthalten, auf die über einen benutzerdefinierten Domainnamen zugegriffen werden kann. Zu den Diensten gehören unter anderem Gmail, Google Kontakte, Google Kalender, Google Docs Editors, Google Sites, Google Meet, Google Chat, Google Cloud Search und mehr. Exklusiv für Workspace: Google Vault.[3]
- Google Unternehmensprofile – lässt Informationen in Google Maps zu bspw. Unternehmen verwalten.
- Google Tables (Beta) – Tool zur Automatisierung von Geschäftsabläufen.

### Weiteres
- Google Care Studio – Tool für Ärzte zum Suchen, Durchsuchen und Anzeigen von Highlights in der breiteren elektronischen Patientenakte eines Patienten.
- Google ARDA-Projekt – steht für Automated Retina Disease Assessment. Ein KI-Tool, das Ärzten hilft, Netzhauterkrankungen zu erkennen.
- reCAPTCHA – Captcha-Dienst, der menschliche Nutzer von Bots unterscheiden soll. Dieses Instrument wird gleichzeitig zur Digitalisierung von Büchern genutzt.
- Google Umfrage App – mobile App für das Betriebssystem Android, bei der Nutzer, durch die Teilnahme an kurzen Umfragen, Guthaben für den App Store Google Play verdienen können.
- Google Authenticator – mobile App zur Zwei-Faktor-Authentisierung mittels Einmalkennwörtern.
- Google One – Abonnementsdienst für Cloud-Speicherplatz
- Google Fit – Gesundheitsplattform

## Software

### Betriebssysteme
- Android – Betriebssystem für Smartphones und Tablets, dessen Quelltext unter einer Open-Source-Lizenz veröffentlicht wurde.
  - Wear OS – für Smartwatches angepasste Version von Android.
  - Android Auto – für Autos angepasste Version von Android.
  - Android TV – für Smart TVs angepasste Version von Android.
  - Google Play Store –  Plattform für Android-Apps sowie Medienangebote.
  - Google Wallet – digitale Wallet zur Verwaltung von Mitgliedschaften, Kundenkarten, Sammelkarten, Schlüsselkarten und Flugtickets
    - (in Google Wallet integriert) Google Pay – Mobile-Payment-Zahlungssystem
- Cast OS – Version von Google Cast, die einige Google Nest-Geräte antreibt.
- ChromeOS – auf Linux basierendes Betriebssystem für Webanwendungen.
- Glass OS – Betriebssystem für Google Glass.
- Fuchsia – Betriebssystem, das auf dem Zircon-Kernel basiert.

### Anwendungen
- Google Chrome – weltweit meist genutzter Webbrowser.
- Toolbar – erweitert den Internet Explorer um eine Funktionsleiste für die Übersetzung von Webseiten, die Rechtschreibprüfung in Textfeldern, das automatische Ausfüllen von Formularen und den Zugriff auf Lesezeichen.
- Flutter – System zur Erstellung von plattformunabhängigen Apps für Microsoft Windows, MacOS, Linux sowie Android und iOS.
- Quick Share – Funktion für Android, ChromeOS und Windows, das die Datenübertragung über Bluetooth und Wi-Fi ermöglicht.
- Waze – GPS-gestütztes Navigationssystem
- Google Gemini – Chatbot mit künstlicher Intelligenz von Google

## Hardware

### Produktfamilien
- Google Pixel – Smartphones, Smartwatches, Tablets, Laptops, Kopfhörer und anderes Zubehör.
- Google Nest – Smart Home-Produkte wie bspw. intelligente Lautsprecher, intelligente Displays, intelligente Türklingeln, intelligente Thermostate, Rauchmelder und WLAN-Router.
- Google Chromecast – Arten von Streaming-Media-Adaptern.
- Fitbit – Aktivitätstrackers und Smartwatches.
- Google Glass – tragbarer Computer mit einem optischen Head-Mounted-Display und einer Kamera, die es dem Träger ermöglichen, mit verschiedenen Anwendungen und dem Internet über Sprachbefehle in natürlicher Sprache zu interagieren.
- Stadia Controller – Gamecontroller für Stadia.
- Google Jamboard – 55" großes interaktives Whiteboard.

### Prozessoren
- Pixel Visual Core (2017, Pixel 2)
- Titan M-Sicherheitschip (2018, Pixel 3)
- Pixel Neural Core (2019, Pixel 4)
- Titan C (2019, Pixelbook Go)
- Titan M2-Sicherheitschip (2021, Pixel 6)
- Google Tensor (2021, Pixel 6)
- Google Tensor G2 (2022, Pixel 7)
- Google Tensor G3 (2023, Pixel 8)
- Google Tensor G4 (2024, Pixel 9)
- Google Tensor A1 (2024, Pixel Buds Pro 2)

## Sonstige Dienste
- Über SMS stehen in einigen Ländern außerhalb Deutschlands die Websuche, Mail, Kalender, Voice und Blogger zur Verfügung: Der Suchende sendet SMS-Anfragen an GOOGLE und erhält die Ergebnisse umgehend per SMS zurück.
- Postini für Unternehmen filtert Spam und Schadprogramme aus dem E-Mail-Verkehr, archiviert die Korrespondenzen und lässt sich dabei in vorhandene Strukturen einbinden.[4]
- Das Java-Framework Guice ist Open Source.
- Die freie Programmiersprache Go zeichnet sich durch ihre Objektorientierung und Unterstützung von Mehrkernprozessoren aus. Mit Go können hardwarenahe Systemprogramme erstellt werden.
- Das HTTP-ähnliche Protokoll SPDY will besonderen Wert auf Geschwindigkeit legen. Darauf basierend wurde von der IETF das Netzwerkprotokoll QUIC (auf Basis von UDP) entwickelt, welches in HTTP/3 verwendet wird.
- Mit Public DNS steht ein kostenloser und unzensierter DNS-Server zur öffentlichen Verfügung, der besonders schnell arbeiten soll.
- Das Video-Dateiformat WebM sowie das Bildformat WebP wurden beide unter freien Lizenzen veröffentlicht. Durch starke Kompression sollen sie besonders für den Einsatz im Internet geeignet sein.
- Dart ist eine Skriptsprache für Webseiten, ähnlich JavaScript.

## Eingestellt
Folgende Projekte sind wegen ausbleibenden Erfolgs oder überholter Technik eingestellt worden.
- Der Fotodienst Panoramio hat sich auf geografisch lokalisierte Bilder spezialisiert. Die Fotos der Nutzer werden nach einer Prüfung in Earth, Maps und Street View veröffentlicht.
- Inbox by Gmail war ein Produkt von Google zur Mail- und Aufgabenbearbeitung. Inbox bündelte eingehende Mails automatisch nach bestimmten Kategorien, wie z. B. „Werbung“, „Reisen“ oder „Soziale Netzwerke“. Im Gegensatz zu Gmail konnte man in einer Oberfläche Mails und Erinnerungen verwalten und sich einmalig oder periodisch an bestimmte Mails oder Aufgaben erneut erinnern lassen.[5] Nachdem fast alle Funktionen von Inbox auch in Gmail verfügbar waren, wurde das Projekt in Anfang April 2019 eingestellt.[6]
- In den Picasa-Webalben, die auch in Google+ Fotos integriert wurden, konnten Fotos gespeichert, in Alben organisiert, freigegeben, bearbeitet und mit Effekten versehen werden. Eine Zuordnung von Personen, Ortsangaben, Schlüsselworten (Tags), Kamera- und Lizenzinformationen für jedes Bild war möglich. Alle Picasa-Webalben wurden automatisch zu Google Fotos verschoben.[7]
- Im Verzeichnis fand sich eine Sammlung von Links, die nach Kategorien hierarchisch geordnet waren. Der redaktionell zusammengestellte Katalog basierte auf den Daten des Open Directory Project. Das Verzeichnis wurde bis zum Juli 2011 angeboten.[8]
- Der Auskunftsdienst Answers war eine Plattform für Fragesteller, die ihre Frage einbringen und ein Entgelt für deren Beantwortung bieten konnten. Die Nutzer konnten diese Fragen daraufhin beantworten und erhielten den ausgezeichneten Geldbetrag. Im November 2006 wurde die Site stillgelegt.[9]
- Orkut war ein soziales Netzwerk, das Konversationen und das Freigeben von Fotos, Videos und Nachrichten zwischen Freunden, Familienmitgliedern und Mitarbeitern ermöglichte. Es wurde zum 30. September 2014 eingestellt.
- Desktop war eine Software für Linux, Mac OS X und Windows, die lokale Dokumente, E-Mails, diverse Mediendateien sowie Browser- und Chatverlauf indexierte und so schnell durchsuchbar gemacht hat. Zusätzlich bot Desktop noch eine Seitenleiste auf der Arbeitsfläche, in der mit Hilfe von verschiedenen Widgets aktuelle Informationen wie Uhrzeit, Wetter, Nachrichten, Posteingang etc. angezeigt wurden. Wie schon abzusehen war,[10] wurde die Anwendung im September 2011 schließlich aus Googles Produktpalette entfernt.[11]
- Funktionen der Bildverwaltung Picasa sind direkter Import von der Kamera, einfache Bildbearbeitung, Gesichtserkennung, Geotagging, Druckvorschau, Erstellung von Fotocollagen, Filmen, „Gesichtsfilmen“, Postern, Diashows und Geschenk-CDs, Suche mit Filtern, Online-Bestellung von Abzügen, Synchronisation mit Picasa-Webalben sowie Bildversand per E-Mail. Aktuelle Versionen sind für Mac OS X und Windows verfügbar.* In die Online-Datenbank Base konnten Nutzer strukturierte Informationen mit Text und Bildern hochladen, um Daten für die Suchmaschine leichter zugänglich zu machen. Ein Ersatz für die im Dezember 2010[12] geschlossene Base-API soll das Merchant Center sein.
- Über das Softwarepaket Pack konnte man bis Februar 2011[11] verschiedene Programme gesammelt auf einem Rechner installieren und aktualisieren.
- Das Notizbuch bot die Möglichkeit, Notizen online zu bearbeiten, zu organisieren und freizugeben. Das Projekt wurde am 14. Januar 2009 beendet.[13]
- Im Oktober 2011[14] wurde das Ende von Code Search angekündigt, eine Suchmaschine für Open-Source-Code im Netz.
- Die Labs dienten bis Juli 2011 als Ort für experimentelle Prototypen.[15]
- Das Browser-Plugin Gears ermöglichte es Webseiten, umfangreiche Daten auf dem Rechner zu speichern und so deren Verfügbarkeit auch offline zu gewährleisten. Im März 2011 wurde die Weiterentwicklung eingestellt, da der neue Webstandard HTML5 diese Funktion übernehmen soll.[16]
- Das Wörterbuch zeigte Wortübersetzungen, Definitionen, teilweise auch Lautschrift, Synonyme und Nutzungsbeispiele aus über 20 Sprachen. Bis August 2011 als eigene Seite aufgestellt, sind einige Funktionen nun in die Websuche und den Übersetzer integriert.[17]
- Mit Friend Connect konnte man bis November 2011[18] Abstimmungen, ein Gästebuch, Kommentarfelder etc. in den eigenen Internetauftritt integrieren. Besucher konnten Newsletter abonnieren sowie bei einer Seite „Mitglied“ werden und so eine Community schaffen.
- Auf der Plattform Health konnten Nutzer gesundheitlich relevante Informationen wie Allergien, Medikationen, Testergebnisse, Röntgenbilder etc. speichern und für Ärzte oder Familienmitglieder freigeben. Health versuchte bei der Organisation dieser Daten zu helfen, indem beispielsweise vor Wechselwirkungen zwischen Medikamenten gewarnt wurde. Schließlich wurde im Juni 2011 die Einstellung bekanntgegeben.[19]
- Lively war eine virtuelle Online-Welt, in der man sich über Avatare in selbst gestalteten Räumen unterhalten konnte. Das Projekt existierte nur fünf Monate lang bis Dezember 2008.[20]
- In der Enzyklopädie-Plattform Knol konnten Artikel zu allen Themenbereichen veröffentlicht werden. Im Gegensatz zu Wikipedia setzte der Dienst auf die Zuordnung jedes Artikels zu einem einzelnen Autor. Dieser hatte so erweiterte Bestimmungsrechte über die Bearbeitung eines Artikels. Eine Zusammenarbeit unter den Nutzern war aber ebenfalls möglich. Der Dienst wurde am 1. Mai 2012 eingestellt.
- Wave war ein neuartiges, browserbasiertes Kommunikationswerkzeug, das aus einer Mischung von E-Mail und Chat bestand. Alle Texteingaben wurden dabei in Echtzeit übertragen und waren so sofort bei allen Teilnehmern einer „Wave“ zu sehen. Zusätzlich konnten beliebige Elemente wie Karten, Abstimmungen und Zeichnungen eingebunden werden. Der Entwicklungsstopp des Projekts wurde im August 2010 angekündigt.[21]
- Das Sidewiki war ein Programm, das jeder Internetseite ein öffentliches Kommentarfeld hinzufügte. Es war bis September 2011 über ein Bookmarklet oder eine Browser-Erweiterung zugänglich.[11]
- Bis Juni 2011 konnten mit dem PowerMeter privater Stromverbrauch und dessen Kosten verfolgt werden.[22]
- Aardvark, zu deutsch Erdferkel, war ein Fragenportal mit sozialer Komponente, das bis September 2011 betrieben wurde.[11]
- Picnik war ein Online-Bearbeitungswerkzeug für Bilddateien, dessen Schließung im Januar 2012 bekannt gegeben wurde.[23] Es konnten Fotos von Facebook, Flickr, MySpace, Photobucket und Picasa-Webalben importiert und wieder zurückgespeichert werden.
- Mit Buzz konnten Status-Aktualisierungen mit Weblinks, Bildern und Videos erstellt und die Nachrichten anderer Nutzer  abonniert und kommentiert werden. Das Interface war bis Oktober 2011[14] über Mail zu erreichen.
- Mit dem Dienst Latitude war es möglich, seinen geografischen Standort für andere freizugeben. So konnte man Freunde orten und sich benachrichtigen lassen, falls sich Bekannte zufällig in der Nähe aufhalten. Google Latitude wurde am 9. August 2013 eingestellt.

- Mit der App Quickoffice war es möglich Microsoft Office Dokumente auf mobilen Endgeräten zu bearbeiten. Im Juni 2014 wurde die Weiterentwicklung der App offiziell eingestellt, da inzwischen über die von Google angebotenen Apps für Google Docs, Tabellen und Präsentationen ebenfalls Microsoft Office Dokumente angezeigt und bearbeitet werden können.[24]

- iGoogle war eine personalisierte Startseite, die am 30. April 2007 veröffentlicht wurde. Sie ermöglichte es angemeldeten Benutzern über Web-Feeds (RSS) und Widgets, so genannte Google Gadgets, die Google-Startseite individuell anzupassen und aktuelle Informationen zu integrieren (beispielsweise Nachrichten, Wetter, Börsenkurse, Rezepte, Fernsehprogramme, lokale Informationen oder Aggregatoren wie den ebenfalls eingestellten Google Reader). Um die Nutzung von Google+ zu forcieren, wurde iGoogle am 1. November 2013 eingestellt.[25]

- Google Reader war ein webbasierter Feedreader, der Meldungen verschiedener Onlinemedien unter einer Oberfläche zusammenfasste und somit ein personalisiertes Nachrichtenportal ermöglichte. Google Reader wurde im Oktober 2005  veröffentlicht und Anfang Juli 2013 eingestellt, um die Nutzung von Google+ und Google News zu forcieren.[26]
- Bei Places war es möglich, einen Brancheneintrag für sein Unternehmen zu erstellen, in dem Unternehmensinformationen, Angebote und aktuelle Informationen verbreitet werden konnten. Der Eintrag erschien daraufhin in den Suchergebnissen und in anderen ortsbezogenen Angeboten. Weiterhin konnten Nutzer Rezensionen über Lokalitäten wie Hotels oder Gaststätten verfassen und veröffentlichen sowie sich gegenseitig Orte empfehlen.

- Der Service Cloud Print erlaubte es, den eigenen Drucker mit einem Google-Konto zu verknüpfen und so ohne Installation von Treibern direkt aus der Docs-Anwendung oder von Smartphones über das Internet zu drucken. Der Dienst wurde am 31. Dezember 2020 eingestellt.[27]
- Der Kurz-URL-Dienst URL Shortener kürzte lange Internetadressen nach dem Schema goo.gl/… und bietet Statistiken zur Anzahl der Aufrufe, den Ländern, in denen der Link angeklickt wurde, dem verwendeten Browser und Betriebssystem sowie der Seite, von der weitergeleitet wurde. Gleichzeitig wird noch ein QR-Code erzeugt. Ab dem 13. April 2018 werden keine neuen Kurz-URLs mehr vergeben und der Dienst wird zum 30. März 2019 komplett eingestellt. Der neue Dienst diesbezüglich nennt sich Firebase Dynamic Links kurz FDLs.[28]
- Das soziale Netzwerk Google+ organisierte Kontakte in Kreisen, damit Informationen differenziert geteilt werden konnten. Eingebaut waren ein Gruppenchat namens Huddle, Hangouts für Videochats bis zehn Personen sowie eine Spielebereich. Mit dem Button +1 konnte man andere Internet-Nutzer auf besondere Inhalte im Web hinweisen, da die „+1s“ dann bei Freunden in deren Ergebnissen der Websuche erschienen. Zudem besaß jeder Nutzer ein öffentliches Profil.
- Google Hotpot war ein Online-Bewertungsportal, das in GooglePlaces integriert wurde.
- Der Text-, Audio- und Videochat Google Talk war in Mail, iGoogle, Google+ und Orkut integriert, kann aber auch mit externen Clients genutzt werden. Inzwischen ging es in Hangouts auf.
- Im Moderator konnten Fragen, Vorschläge und Ideen unter allen Internetnutzern frei erörtert werden. Hierzu konnte jeder Nutzer eine „Serie“ zu einem bestimmten Thema einrichten. Andere Personen konnten dann dazu Kommentare schreiben oder über das Thema abstimmen.
- Mit der App Google Reply für Android (Beta-Version seit Ende Februar 2018 verfügbar) konnten Nutzer von WhatsApp und anderen Messengern, wie Facebook Messenger, ihre Textnachrichten analysieren und eine automatische Antwort in der Chat-App versenden lassen. Automatisiert versendete Nachrichten wurden mit einem Roboter-Emoji versehen, welches den Bot symbolisiert.
- Das Project Loon war ein Forschungsprojekt, das die Versorgung ländlicher und abgelegener Gegenden mit Internet unter Verwendung gasgefüllter Ballons in der Stratosphäre sowie solarbetriebener Relaisstationen ermöglichen sollte.
- Expeditions hatte das Ziel, Virtuelle Realität in Bildungsinstitutionen zu bringen. Mittels eines Android- oder iOS-Smartphones, der gleichnamigen App und eines Head-Mounted Displays, wie Google Cardboard oder Daydream View, ließen sich virtuelle Schulausflüge unternehmen. Der Dienst ging in Google Arts & Culture auf.
- Google Play Musik wurde im Oktober 2020 eingestellt. Eine Übertragung der eigenen Daten zum Nachfolger YouTube Music war möglich.[29]
- Google Bookmarks wurde am 30. September 2021 abgeschaltet. Es ermöglichte dem Benutzer Webseiten mit Lesezeichen zu versehen und Beschriftungen oder Notizen hinzuzufügen.[30]
- Bis Ende Dezember 2021 wurde Google Clips, eine Miniatur-Kamera unterstützt. Bereits seit dem 15. Oktober 2019 wurde sie nicht mehr vertrieben.[31]
- Seit dem 1. Januar 2022 aktualisiert Google die Anwendung AngularJS nicht mehr. Es gibt einen Nachfolger names Angular (v2+).[32]
- Google-Chrome-Anwendungen (nicht zu verwechseln mit Erweiterungen). Von Apps gehostete oder verpackte Webanwendungen, die im Google Chrome-Browser ausgeführt wurden.
- Stadia war ein Cloud-Gaming-Service von Google. Da das Spiel auf den Servern von Google gehostet wird, kommt nur das visuelle Feedback aus dem Spiel über den Google-Chrome-Browser auf den Computer des Spielers an. Er wurde 2019 auf der Google Keynote vorgestellt und Anfang 2023 eingestellt.
- Google Podcasts wurde Ende Juli 2024 eingestellt, in den USA bereits zuvor im April.[33]

## Siehe auch

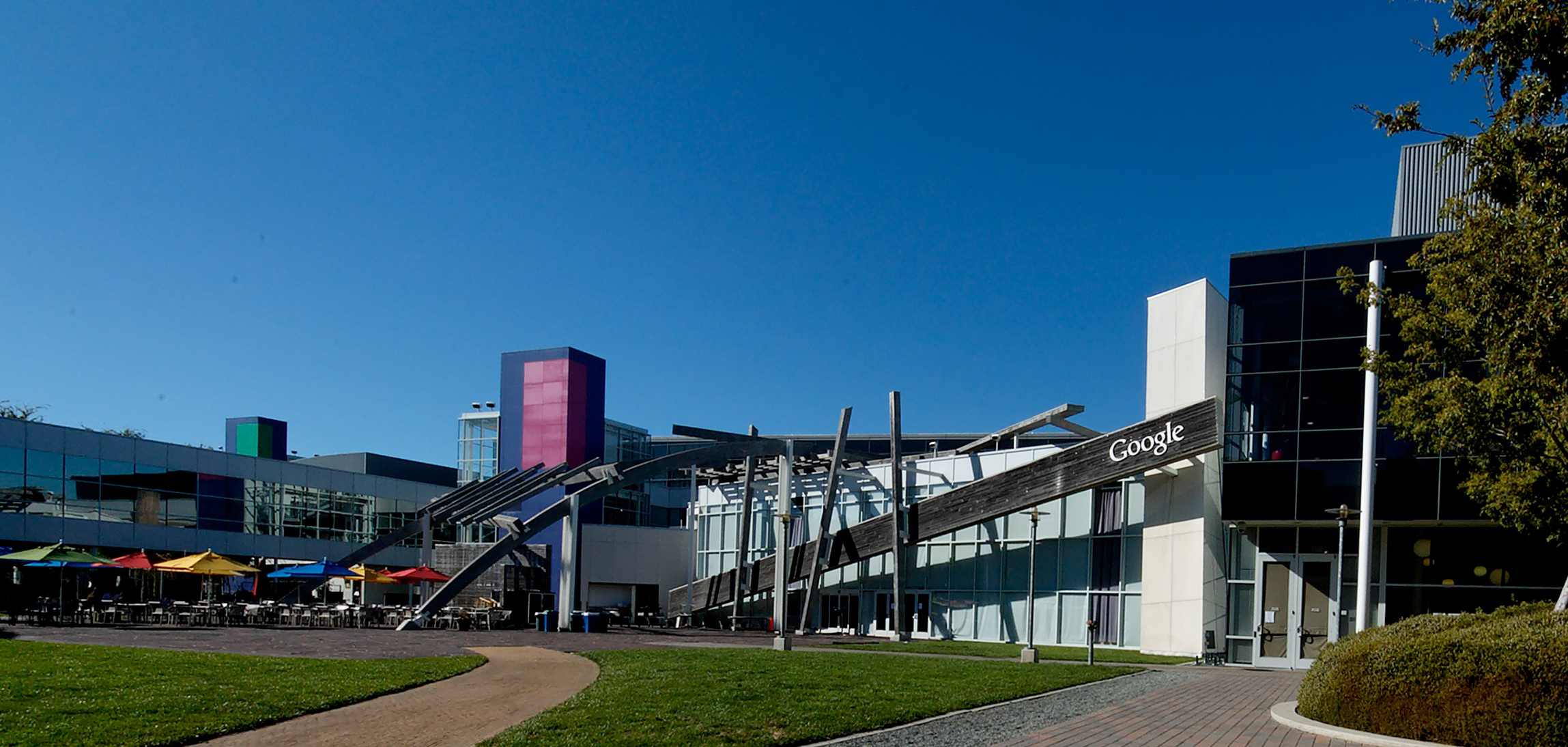
Innenhof des Googleplex